# Гвінея-Бісау на літніх Олімпійських іграх 2024
Гвінею-Бісау на літніх Олімпійських іграх 2024 представляли шість спортсменів у п'ятбох видах спорту.